# Ma lạt thang
Ma lạt thang (麻辣烫, malatang) là món lẩu đường phố phổ biến tại Trung Quốc có nguồn gốc từ Tứ Xuyên, điểm khác chính là giống với món lẩu khu vực phía Bắc Trung Quốc hơn.
Vào ngày 20 tháng 6 năm 2017, Tổng cục Giám sát, Kiểm tra và Kiểm dịch Chất lượng và Ủy ban Quản lý Tiêu chuẩn Quốc gia Trung Quốc đã cùng ban hành một loạt các tiêu chuẩn quốc gia về "Tiêu chuẩn Dịch thuật và Viết tiếng Anh trong Dịch vụ Công". Tên gọi tiêu chuẩn của danh từ Ma lạt thang sang tiếng Anh là "Spicy Hot Pot" chính thức triển khai từ ngày 1 tháng 12 năm 2017.